# Diocesi di Aurusuliana
La diocesi di Aurusuliana (in latino Dioecesis Aurusulianensis) è una sede soppressa e sede titolare della Chiesa cattolica.

## Storia
Aurusuliana, nel territorio di Henchir-Guennara nell'odierna Tunisia, è un'antica sede episcopale della provincia romana di Bizacena.
Sono due i vescovi noti di questa sede. Secondino era uno dei sostenitori della candidatura di Massimiano, contro Primiano, sulla sede donatista di Cartagine, e sottoscrisse la lettera sinodale del concilio riunito a Cabarsussi il 24 giugno 393.
Alla conferenza di Cartagine del 411, che vide riuniti assieme i vescovi cattolici e donatisti dell'Africa romana, prese parte il donatista Habetdeus, il quale dichiarò di avere come controparte cattolica il vescovo Eunomio di Marazane; a causa della persecuzione dei cattolici nei suoi confronti, non ha potuto risiedere a Marazane e si è stabilito a Aurusuliana, a qualche chilometro da Marazane.
Dal 1933 Aurusuliana è annoverata tra le sedi vescovili titolari della Chiesa cattolica; dal 19 marzo 2008 il vescovo titolare è Adam Bałabuch, vescovo ausiliare di Świdnica.

## Cronotassi

### Vescovi
- Secondino † (menzionato nel 393) (vescovo donatista)
- Habetdeus † (menzionato nel 411) (vescovo donatista)

### Vescovi titolari
- James William Gleeson † (6 luglio 1964 - 1º maggio 1971 succeduto arcivescovo di Adelaide)
- Patelisio Punou-Ki-Hihifo Finau, S.M. † (15 ottobre 1971 - 7 aprile 1972 succeduto vescovo di Tonga)
- Roberto Antonio Dávila Uzcátegui † (23 giugno 1972 - 12 novembre 1974 nominato vescovo di San Fernando de Apure)
- Gilberto Pereira Lopes (19 dicembre 1975 - 10 febbraio 1982 succeduto arcivescovo di Campinas)
- Edmund Michal Piszcz † (21 aprile 1982 - 22 ottobre 1988 nominato vescovo di Warmia)
- Kamal Hanna Bathish † (29 aprile 1993 - 29 ottobre 1994 nominato vescovo titolare di Gerico)
- Luciano Bux † (21 gennaio 1995 - 5 febbraio 2000 nominato vescovo di Oppido Mamertina-Palmi)
- Francesco Montenegro (18 marzo 2000 - 23 febbraio 2008 nominato arcivescovo di Agrigento)
- Adam Bałabuch, dal 19 marzo 2008